# Team Garmin-Transitions/2010
Deze pagina geeft een overzicht van de Garmin-Transitions-wielerploeg in 2010.
Sponsors: Garmin (GPS Systemen), Transitions Optical
Algemeen manager: Jonathan Vaughters
Ploegleiders: Binger Fernandez, Lionel Marie, Chann McRae, Johnny Weltz, Matthew White
Fietsmerk: Felt
Materiaal: Shimano

## Renners
| Naam                   | Geboortedatum | Nationaliteit       | Ploeg 2009                |
| ---------------------- | ------------- | ------------------- | ------------------------- |
| Jack Bobridge          | 13-07-1989    | Australië           | Jeugd                     |
| Kirk Carlsen           | 25-05-1987    | Verenigde Staten    | Jeugd                     |
| Steven Cozza           | 03-03-1985    | Verenigde Staten    |                           |
| Tom Danielson          | 13-03-1978    | Verenigde Staten    |                           |
| Julian Dean            | 28-01-1975    | Nieuw-Zeeland       |                           |
| Timmy Duggan           | 14-11-1982    | Verenigde Staten    |                           |
| Tyler Farrar           | 02-06-1984    | Verenigde Staten    |                           |
| Murilo Antonio Fischer | 16-06-1979    | Brazilië            | Liquigas                  |
| Ryder Hesjedal         | 09-12-1980    | Canada              |                           |
| Robert Hunter          | 22-04-1977    | Zuid-Afrika         | Team Barloworld           |
| Fredrik Kessiakoff     | 17-05-1980    | Zweden              | Fuji-Servetto             |
| Michel Kreder          | 15-08-1987    | Nederland           | Rabobank Continental Team |
| Trent Lowe             | 08-10-1984    | Australië           |                           |
| Martijn Maaskant       | 27-07-1983    | Nederland           |                           |
| Daniel Martin          | 20-08-1986    | Ierland             |                           |
| Christian Meier        | 21-02-1985    | Canada              |                           |
| Cameron Meyer          | 11-01-1988    | Australië           |                           |
| Travis Meyer           | 08-06-1989    | Australië           | Jeugd                     |
| David Millar           | 04-01-1977    | Verenigd Koninkrijk |                           |
| Danny Pate             | 23-03-1979    | Verenigde Staten    |                           |
| Kilian Patour          | 20-09-1982    | Frankrijk           |                           |
| Thomas Peterson        | 24-12-1986    | Verenigde Staten    |                           |
| Peter Stetina          | 14-02-1987    | Verenigde Staten    | Jeugd                     |
| Svein Tuft             | 09-05-1977    | Canada              |                           |
| Ricardo van der Velde  | 19-02-1987    | Nederland           |                           |
| Christian Vande Velde  | 22-05-1976    | Verenigde Staten    |                           |
| Johan Vansummeren      | 04-02-1981    | België              | Silence-Lotto             |
| Matthew Wilson         | 10-01-1977    | Australië           | Team Type 1               |
| David Zabriskie        | 21-01-1979    | Verenigde Staten    |                           |

## Belangrijke overwinningen
| NK Australië Wegtijdrit: Cameron Meyer Wegwedstrijd: Travis Meyer Ronde van Murcia 1e etappe: Robert Hunter 2e etappe: Robert Hunter Internationaal Wegcriterium 3e etappe: David Millar Driedaagse van De Panne-Koksijde 3e etappe: Tyler Farrar 4e etappe (tijdrit): David Millar Eindklassement: David Millar Scheldeprijs Winnaar: Tyler Farrar | Ronde van het Baskenland Puntenklassement: Christian Meier Ronde van Italië 2e etappe: Tyler Farrar 10e etappe: Tyler Farrar Ronde van Californië 3e etappe: David Zabriskie 8e etappe: Ryder Hesjedal Delta Tour Zeeland Eindklassement: Tyler Farrar Ronde van Polen 2010: 5e etappe: Daniel Martin Eindklassement: Daniel Martin | Vattenfall Cyclassics: Tyler Farrar Eneco Tour Proloog: Svein Tuft 5e etappe: Jack Bobridge Ronde van de Drie Valleien: Daniel Martin Ronde van Spanje 5e etappe: Tyler Farrar 21e etappe: Tyler Farrar Gemenebestspelen Wegtijdrit: David Millar |

Mannen: 2005 · 2006 · 2007 · 2008 · 2009 · 2010 · 2011 · 2012 · 2013 · 2014 · 2015 · 2016 · 2017 · 2018 · 2019 · 2020 · 2021 · 2022 · 2023 · 2024 · 2025
Vrouwen: 2024 · 2025
AG2R-La Mondiale · Astana · Caisse d'Epargne · Euskaltel-Euskadi · Footon-Servetto-Fuji · Française des Jeux · Team Garmin-Transitions · Team HTC-Columbia · Katjoesja · Lampre-Farnese Vini · Liquigas-Doimo · Team Milram · Omega Pharma-Lotto · Quick·Step · Rabobank · Team RadioShack · Team Saxo Bank · Team Sky